# Félix Lévitan
Pour les articles homonymes, voir Levitan.
Félix Lévitan, né le 12 octobre 1911 dans le 12e arrondissement de Paris et mort le 18 février 2007 à son domicile de Cannes, est un journaliste sportif français.

## Biographie
Félix Lévitan est le fils d'Aaron Lévitan, cordonnier, et de Ida Berlovitz, couturière,.

## Carrière

### Journaliste sportif
Journaliste sportif dès 1928 au journal La Pédale, il est embauché au Parisien Libéré à l'issue de la Seconde Guerre mondiale. Plus tard, Félix Lévitan devient directeur du service des sports du quotidien parisien en 1962, puis membre du conseil d'administration de 1978 à 1987.

### Directeur du Tour de France
Ces fonctions au Parisien le propulsent comme directeur de la Société du Tour de France de 1962 à 1987. Il était déjà avant cela directeur adjoint de Jacques Goddet sur la Grande Boucle. Il contribue ainsi à créer en 1975 le maillot à pois rouges récompensant le meilleur grimpeur du Tour. Félix Lévitan est également l'initiateur de la première arrivée sur l'Avenue des Champs-Élysées lors de ce même Tour de France 1975. Il lui est reproché d'avoir facilité la victoire de Jan Janssen en 1968, aux dépens du coureur belge Herman van Springel (voir l’Équipe du 6 juillet 2017).

## Autres activités
Il est également le président-fondateur de l'Union syndicale des journalistes sportifs de France (1957-1965), puis président de l'Association internationale de la presse sportive (1964-1973). Il occupa la fonction de maire de la commune d'Auffargis dans les Yvelines. Fait chevalier de la Légion d'honneur en 1953, il fut élevé au rang d'officier de la Légion d'honneur en 1963, et enfin il reçut la cravate de commandeur dans l'ordre de la Légion d'honneur et promu commandeur du Mérite en 2003.

## Vie privée
Il se marie avec Céleste Émilie, dite Geneviève, Picquart (1910-2002) le 7 février 1933 à Paris 13e, fille de Rosine Picquart fondatrice et présidente du Lutèce Sportif et infirmière du Tour de France de 1922 à 1939.

## Décorations
- Commandeur de la Légion d'honneur
- Commandeur de l'ordre national du Mérite
- Médaille d'honneur de l'éducation physique et des sports, échelon or (1951)[5]